# Tridactyloidea
Tridactyloidea zijn een superfamilie van rechtvleugelige insecten die behoren tot de kortsprietigen.

## Taxonomie
De volgende families zijn bij de superfamilie ingedeeld:
- Cylindrachetidae
- Ripipterygidae
- Tridactylidae